# My Happiness
My Happiness è un singolo del gruppo musicale australiano Powderfinger, pubblicato nel 2000 ed estratto dal loro quarto album in studio Odyssey Number Five.

## Tracce
1. My Happiness – 4:36
2. My Kind of Scene – 4:37
3. Nature Boy – 3:12
4. Odyssey #1 (Demo) – 4:09

## Formazione
- Bernard Fanning – voce, tamburello
- John Collins – basso
- Ian Haug – chitarra
- Jon Coghill – batteria, percussioni
- Darren Middleton – chitarra, cori

## Riconoscimenti
- ARIA Music Awards
  - 2001: "Single of the Year"
- APRA Awards
  - 2001: "Song of the Year"